# Trattato di Balta Liman

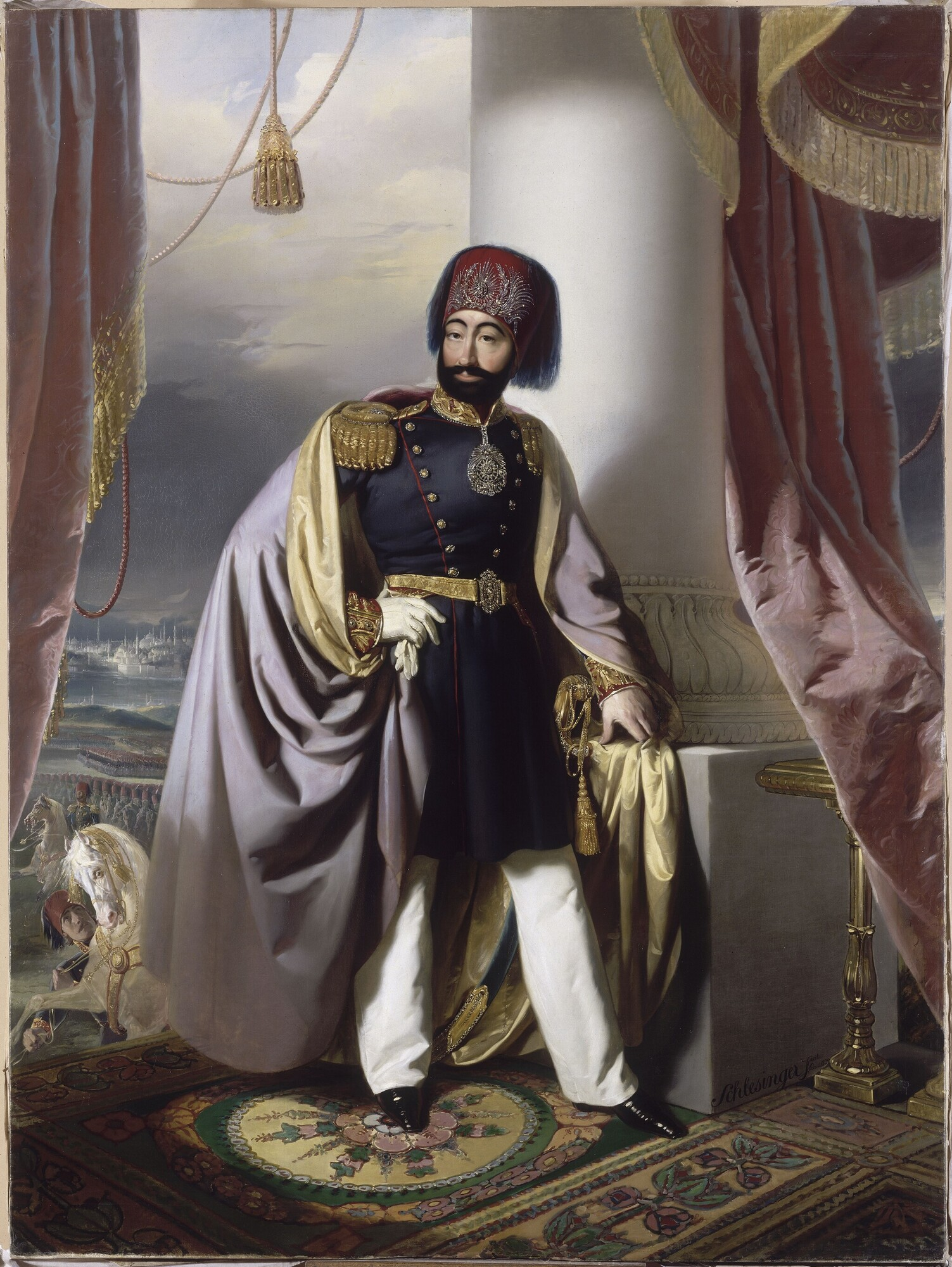
Mahmud II dopo la sua riforma dell'abbigliamento nel 1826

Il Trattato di Balta Liman del 1838 o Trattato anglo-ottomano, fu un accordo commerciale formale firmato tra la Sublime Porta dell'Impero Ottomano e la Gran Bretagna a Baltalimanı, sulla riva europea del Bosforo. Le politiche commerciali imposte all'Impero ottomano, dopo il Trattato di Balta Liman, sono state considerate tra le più liberali e aperte al mercato che siano mai state emanate nel tempo. I termini del trattato affermavano che l'Impero Ottomano avrebbe abolito tutti i monopoli, avrebbe consentito ai mercanti britannici e ai loro collaboratori di avere pieno accesso a tutti i mercati ottomani e avrebbe tassato in modo eguale i commercianti locali. Questi accordi non costituivano un accordo di libero scambio paritario, poiché il Regno Unito continuava ad applicare politiche protezionistiche sui propri mercati agricoli.
In vista del Trattato di Balta Liman, nell'autunno del 1831 il Chedivè dell'Egitto, Mehmet Ali d'Egitto, si vendicò contro l'Impero ottomano. Mehmet Ali non aveva ricevuto il territorio che il sultano ottomano, Mahmud II, gli aveva promesso, dopo aver mostrato competenza militare nello sconfiggere i ribelli greci nel 1824. In risposta, il figlio di Mehmet Ali Pascià, Ibrāhīm Pascià, guidò l'esercito egiziano a prendere d'assalto il Libano e la Siria, sconfiggendo rapidamente le forze ottomane. Mahmud II chiese aiuto a Gran Bretagna e Francia, anche se nessuna delle due intervenne. Con riluttanza l'Impero si rivolse alla Russia per chiedere aiuto, che a sua volta riuscì a fermare i progressi di Ali Pascià. Dopo un giro di negoziati, l'Egitto fu in grado di mantenere la maggior parte delle terre conquistate, sebbene nessuna delle parti fosse veramente soddisfatta del risultato. Le tensioni tra l'Egitto e l'Impero Ottomano, insieme ai timori dell'intervento russo, diedero a Londra un incentivo a negoziare con Costantinopoli per avere il sopravvento negli accordi commerciali. La Gran Bretagna approfittando dei disordini offrì la sua mano per aiutare l'Impero ottomano a sconfiggere Mehmet Ali Pasha in cambio del completo accesso ai mercati commerciali ottomani.

## Storia

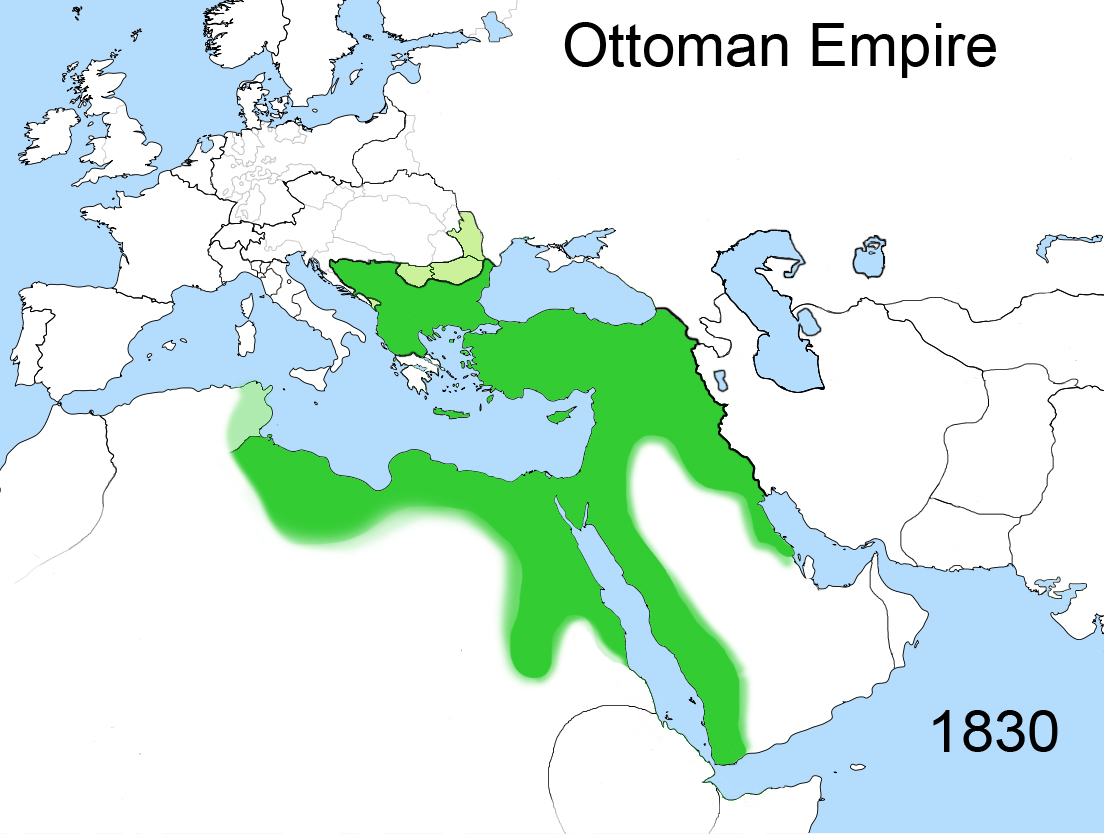
Cambiamenti territoriali dell'Impero Ottomano nel 1830. La Grecia venne riconosciuta come un regno completamente indipendente e sovrano nel protocollo di Londra.

### Ascesa di Mehmet Ali Pasha
Tra gli anni 1803 e 1807 scoppiò la guerra civile in Egitto tra turchi ottomani, i mamelucchi egiziani e i mercenari albanesi. Mehmet Ali Pasha ne uscì vittorioso dalla battaglia. L'Egitto che era ancora sotto il controllo ottomano, riconobbe ufficialmente il sultano Mahmud II come governatore egiziano e il suo governo fu quindi legittimato. Durante il suo regno, Mehmet Ali Pasha ottenne molto riconoscimento per le riforme industriali ed economiche in Egitto. I sistemi di irrigazione furono riparati, il che portò a una fiorente industria del cotone. La sua amministrazione affrontò inoltre importanti questioni infrastrutturali, tra cui la costruzione del Canale di Mahmoudiya, che ha consentito l'accesso delle acque dal Nilo al porto di Alessandria. Le politiche economiche di Mehmet Ali si basavano fortemente sull'uso dei monopoli per controllare i prezzi di mercato delle merci. Durante il suo regno, Mehmet Ali ottenne un notevole favore nel mondo europeo, in particolare con la Francia, a causa delle sue riforme occidentalizzate. Promosse la riforma dell'istruzione, in particolare nei settori delle arti e delle scienze. Inoltre, con molti vantaggi europei, Mehmet Ali rafforzò il commercio dall'India alle nazioni occidentali.
Mehmet Ali fu nominalmente fedele all'Impero Ottomano e guidò un'invasione contro i sauditi nel 1811 su richiesta del Sultano. Mentre era all'estero ebbe il sospetto che gli ottomani stessero progettando di rovesciare il suo dominio in Egitto e così tornò al Cairo. Mehmet Ali era incline ad agire in modo autonomo e prese importanti decisioni senza prima ottenere l'approvazione delle autorità dell'Impero ottomano. Durante il periodo sotto Mahmud II, furono compiuti sforzi riformisti per centralizzare il governo e punire gli stati periferici che agivano al di fuori della volontà della Porta. Tuttavia, l'Egitto accumulò così tanto potere regionale che il Sultano non poteva prendere semplici misure per ridurre il potere di Mehmet Ali.

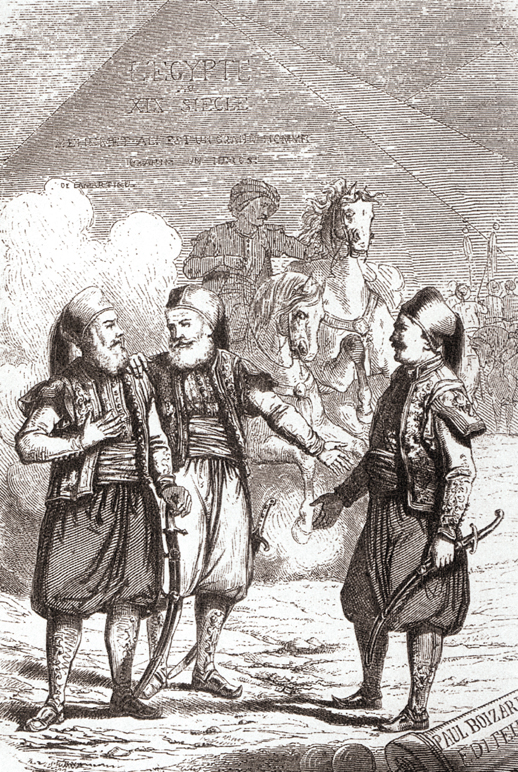
Mehmet Ali Pasha con suo figlio, Ibrahim, e il colonnello Joseph Sève (in seguito Suleiman Pasha)

Mehmet Ali era ben consapevole degli sforzi di Mahmud per ridurre il potere regionale ed era sempre stato sospettoso del governo del Sultano. In via precauzionale, il governatore egiziano aveva costruito il suo esercito e le flotte navali con l'aiuto di istruttori francesi. Con il suo esercito ben addestrato, Mehmet Ali fu in grado di reprimere una rivolta delle truppe albanesi al Cairo. Mahmud II riconobbe le capacità dell'esercito di Mehmet Ali e gli offrì i Pashalik di Siria e Morea (quest'ultimo era il nome della penisola greca del Peloponneso), in cambio dell'aiuto nella soppressione delle rivolte greche. Mehmet Ali e suo figlio Ibrahim furono d'accordo e guidarono una feroce campagna nel Mar Mediterraneo, iniziata nel 1824.
Dopo alcuni anni di combattimenti, a Mehmet Ali non fu mai concessa la terra promessa all'Egitto dopo aver collaborato agli sforzi ottomani per porre fine alla ribellione greca. A questo punto Ali Pasha sapeva che il suo esercito era superiore a quello ottomano ed era risentito con Mahmud per avergli negato il territorio promesso. Il sovrano aveva un'industria navale in crescita e aveva bisogno di più risorse naturali per soddisfare la domanda e sentiva che gli Ottomani avrebbero presto tentato di esercitare il loro potere su di lui. Tutti questi fattori portarono Mehemet Ali a prendere d'assalto i territori ottomani. Nel 1831 inviò le truppe attraverso il Libano e fino in Siria lungo le rive del Mediterraneo e conquistò le terre ottomane fino a Konya, nel cuore dell'Anatolia. Il sultano Mahmud II si rese presto conto che avrebbe avuto bisogno di un alleato per difendersi dalle forze di Mehmet Ali. Inizialmente si rivolse alla Gran Bretagna e alla Francia per chiedere sostegno, anche se fu prontamente rifiutato. L'Impero ottomano non aveva altra scelta che cercare l'aiuto di un noto nemico, la Russia.

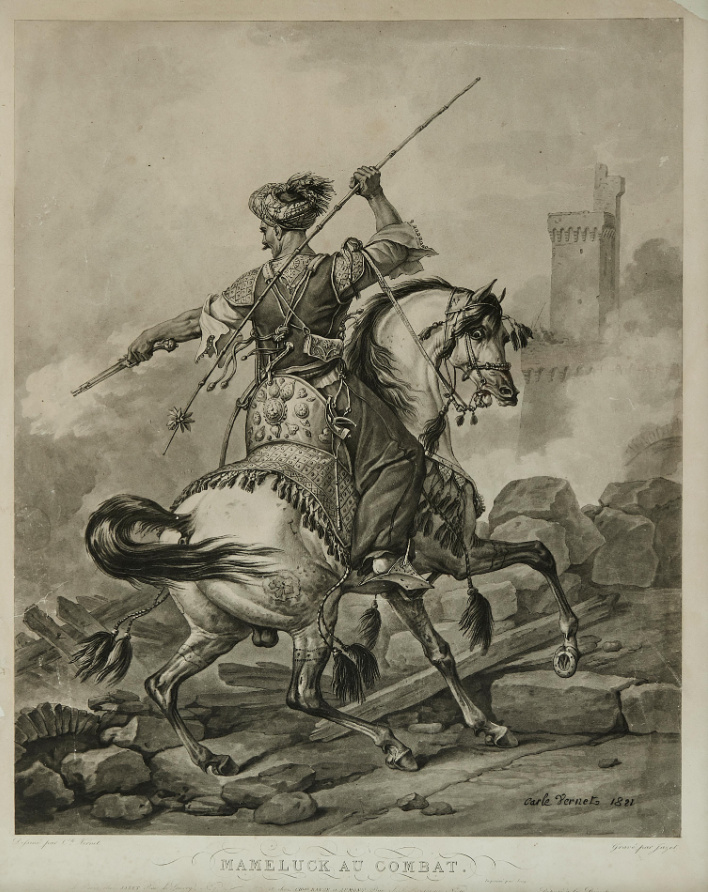
Cavaliere mamelucco

### Il Trattato di Hunkar Iskelesi dell'agosto 1833
Lo zar della Russia, Nicolas I, accettò di aiutare Mahmud e inviò immediatamente truppe per fermare l'avanzata dell'Egitto in Anatolia. Non fu una mossa facile da parte di Mahmud; disordini pubblici seguirono dopo aver formato un'alleanza con la Russia. Molti furono disturbati dall'alleanza considerando che solo pochi anni prima, l'Impero Ottomano aveva perso territori nei Balcani a causa delle invasioni russe.
L'incombente forza russa incoraggiò i negoziati tra la Sublime porta e l'Egitto nella primavera del 1833. Alla fine, Mehemet Ali uscì dai negoziati di pace – concordati alla Pace di Kütahya – con tutto l'Egitto, la Siria, Jeddah, Creta, Adana e il Sudan. Gli fu anche promesso che i suoi figli avrebbero potuto mantenere a vita la sua linea di discendenza come governanti dell'Egitto, a tempo indeterminato. D'altra parte, come pagamento per il sostegno russo, l'Impero ottomano dovette accettare di chiudere i Dardanelli, il passaggio tra il Mar di Marmara e il Mediterraneo, alle navi da guerra se la Russia fosse mai stata attaccata.
Gli inglesi e i francesi non erano contenti del trattato di Hünkâr İskelesi. I francesi avevano sempre appoggiato silenziosamente il regno di Mehmet Ali in Egitto e sarebbero stati lieti di vedere l'Impero Ottomano crollare. La Francia si era interessata al Nord Africa e aveva sottratto l'Algeria al debole dominio ottomano, appena prima del trattato e aveva anche forti legami diplomatici con Mehmet Ali Pasha. Gli inglesi al momento temevano la crescente influenza della Russia sull'Impero ottomano e non potevano permettere alla Russia di impadronirsi dell'Impero Ottomano, poiché tale espansione avrebbe rappresentato una grave minaccia per l'Europa occidentale. Dopo il trattato di Hünkâr İskelesi, l'Inghilterra considerava la sopravvivenza dell'Impero Ottomano una causa utile.
I diplomatici francesi e britannici erano ancora più allarmati dal coinvolgimento della Russia nell'Impero ottomano quando fu firmato nel 1833 l'accordo di Munchengratz. Tale accordo fu sottoscritto da Prussia, Austria e Russia e affermava che ogni nazione si sarebbe schierata l'una accanto all'altra in qualsiasi decisione futura, specialmente su qualsiasi decisione riguardante lo stato dell'Impero Ottomano. L'accordo non prevedeva nuovi trattati, sebbene mostrasse pubblicamente l'unità delle nazioni sulle questioni riguardanti l'Impero ottomano, che sembrava essere nel suo declino finale.

### Cronologia degli eventi
- 1830 - Gli Ottomani perdono la guerra contro i Greci; la Grecia ottiene l'indipendenza dall'Impero Ottomano.
- 1830 - I francesi conquistano l'Algeria dall'Impero ottomano e iniziano a colonizzare il Nord Africa.
- 1833 - Il Trattato Hunkar Iskelesi allinea difensivamente la Russia e l'Impero Ottomano. L'accordo Munchengratz riafferma pubblicamente l'unità russa, austriaca e prussiana. La Convenzione di Kütahya pone fine alla guerra tra le forze ottomane ed egiziane e garantisce all'Egitto le terra conquistate in battaglia.
- 1834- Mehmet Ali Pasha, che al momento controlla la Siria, ha problemi. I siriani una volta avevano accolto il governatore egiziano, sostenendolo come il "pioniere della civiltà europea nell'est"; tuttavia, l'economia siriana è danneggiata dalle politiche di monopolio del suo regime.[4] I siriani si ribellano contro Ali Pasha, ma vengono rapidamente sconfitti e poco dopo terrorizzati.
- 1834 - Le capitolazioni commerciali tra l'Impero Ottomano e il Regno Unito scadono dopo 14 anni. Dopo aver tenuto conto degli aumenti dei prezzi internazionali, i dazi doganali sarebbero aumentati per compensare l'inflazione. Il Regno Unito non è disposto a rinnovare l'accordo con i dazi doganali aumentati. Il segretario dell'Ambasciata britannica a Costantinopoli, David Urquhart, inizia a redigere un nuovo accordo commerciale.[5]
- 1835 - I diplomatici britannici tentano di lavorare con Ali Pasha, nella speranza di costruire più infrastrutture commerciali nei nuovi territori egiziani. Su richiesta di Lord Palmerston, l'Inghilterra vuole costruire linee ferroviarie che colleghino la costa siriana all'Eufrate e al Golfo Persico. Mehmet Ali nega questa richiesta, così come per un'altra linea ferroviaria meno stravagante.[10]
- 1838 - Il Trattato di Balta Liman viene firmato dal Regno Unito e dall'Impero Ottomano. Le relazioni tra il Sultano e l'Egitto sono estremamente volatili. Il Trattato ostacolerebbe il potere russo sull'impero ottomano e avvantaggerebbe in modo significativo i produttori inglesi. Sebbene gli ottomani trarrebbero un leggero vantaggio dall'aumento del commercio, l'incentivo principale è quello di abbattere Mehmet Ali abolendo i monopoli, la principale fonte di reddito dell'Egitto.

### Risultati previsti del trattato
Nel 1820 il Regno Unito e l'Impero Ottomano avevano stabilito una tariffa commerciale che sarebbe scaduta in 14 anni. Dopo il 1834 nessuna delle due parti voleva rinnovare l'accordo originale così com'era; così, Reşit Pasha (consigliere del Sultano), David Urquhart (un diplomatico inglese), Lord Posonby (l'ambasciatore britannico) e il consigliere generale John Cartwright, lavorarono per formare il Trattato di Balta Liman. David Urquhart fu inviato a Istanbul per fare amicizia con Reşit Pasha e convincerlo che il trattato sarebbe stato di beneficio per lo Stato ottomano. Urquhart lavorò duramente per convincere i notabili ottomani che il trattato era a loro favore. Pubblicò articoli sui giornali di Istanbul, elencando i vantaggi dei mercati di libero scambio; la sua propaganda influenzò profondamente la capitale. La Francia e la Russia seguirono da vicino i negoziati del trattato. La Russia temeva di perdere i suoi nuovi interessi ottomani, e i francesi avrebbero dovuto prendere in considerazione un cambio di posizione se la Gran Bretagna si fosse allineata con il Sultano contro Mehmet Ali Pasha d'Egitto.

#### Obiettivi britannici
Il Regno Unito stava guidando il mondo nella rivoluzione industriale e aveva bisogno di un mercato più grande e più risorse per espandersi. Sarebbe stato quindi più vantaggioso per l'Inghilterra impegnarsi in più scambi possibili con l'Impero Ottomano, con pochissime restrizioni sul mercato aperto. Inoltre, gli inglesi volevano che gli ottomani accettassero il trattato il più rapidamente possibile. Se l'Inghilterra aveva bisogno di concludere l'accordo, l'Impero Ottomano nel mentre era in una situazione difficile con l'Egitto, e avrebbe avuto meno spazio per negoziare. L'Inghilterra dovette convincere Mahmud II che il trattato avrebbe posto fine al regno di Mehmet Ali. L'economia egiziana era in gran parte controllata attraverso l'uso di monopoli; se si fossero aboliti i monopoli, l'economia egiziana sarebbe crollata. Inoltre, l'apertura dei mercati egiziani, senza protezioni, al mercato dei beni industriali del Regno Unito avrebbe schiacciato le sue industrie nascenti. L'Inghilterra non voleva inoltre vedere l'Impero Ottomano cadere nelle mani della Russia.
La bilancia commerciale fino alla metà del XIX secolo era a favore dell'Impero Ottomano che, negli anni 1820-22, esportava merci per £650.000 nel Regno Unito. Nel 1836-38, quella cifra aveva raggiunto £1.729.000. Dato che la maggior parte della quota del commercio era effettuata da mercanti ottomani, gli europei, in particolare britannici e francesi, si irritarono e non furono contenti di questo accordo commerciale e spinsero per l'intervento e la trasformazione delle politiche economiche del Medio Oriente.

#### Obiettivi ottomani
All'Impero ottomano fu offerto un accordo a cui sarebbe stato difficile resistere. Mahmud non fu mai contento dei negoziati sulle terre del 1833 e voleva vedere l'Egitto sgretolarsi. Le tensioni tra l'Egitto e l'Impero Ottomano suggerivano chiaramente la possibilità di una guerra. Con le nuove alleanze britanniche, promosse attraverso la politica economica del trattato, Mahmud avrebbe dovuto ricevere un aiuto per porre fine al regime di Mehmet Ali Pasha prima che l'Impero fosse distrutto. Senza le protezioni dell'industria nascente, l'Impero Ottomano aveva poche speranze di diventare un'economia completamente industrializzata, come lo erano le altre potenze mondiali. D'altro canto l'Inghilterra non stava offrendo di aprire liberamente i suoi mercati all'Impero Ottomano, e pertanto i mercati non avrebbero mai potuto raggiungere un vero equilibrio. Non è chiaro se la Porta avrebbe compreso queste conseguenze a causa degli sforzi concertati dei diplomatici britannici che facevano pressioni per le politiche del trattato.

## 1838
Il Trattato di Balta Liman delineava un trattato commerciale firmato nel 1838 tra l'Impero Ottomano e il Regno Unito di Gran Bretagna e Irlanda e regolava il commercio internazionale. I dazi furono fissati al 3% sulle importazioni; 3% sulle esportazioni; 9% sulle merci esportate in transito; e il 2% sulle merci importate in transito. Data la tradizione dello "status del paese più favorito", queste condizioni furono estese alla Francia. Gli ottomani accettarono anche l'abolizione di tutti i monopoli. I fattori che contribuirono a plasmare il trattato includevano gli scritti di David Urquhart, che aveva sostenuto l'abolizione dei monopoli (di cui l'oppio era il più importante al di fuori dell'Egitto) al fine di rafforzare ulteriormente il commercio con l'Impero Ottomano e diminuire la dipendenza britannica dalla materia prima russa. Ci furono anche numerose lamentele da parte di uomini d'affari britannici che erano soggetti ai dazi riscossi sulle merci trasbordate attraverso l'impero ottomano e dai prelievi arbitrari da parte dei pascià locali. Questi dazi erano principalmente limitati al regno delle esportazioni, mentre le importazioni potevano essere scambiate nei porti per l'aliquota tradizionale del 3%. Lo storico turco Candan Badem scrisse: "Gli ottomani imposero il 3% di dazi doganali sulle importazioni e il 12% sulle esportazioni, facendo esattamente l'opposto di altri stati per proteggere le loro industrie e i loro mercati interni".

## Effetti del trattato
Gli effetti economici del trattato non si sarebbero immediatamente realizzati nei mercati ottomani. Politicamente, tuttavia, il Trattato di Balta Liman ha avuto gravi conseguenze sull'esito della guerra ottomano-siriana. Dopo aver firmato il trattato con gli inglesi, gli ottomani sapevano che il Regno Unito era pesantemente coinvolto nel futuro dell'Impero Ottomano. Con gli inglesi dalla loro parte, il sultano Mahmud II non sarebbe più rimasto passivamente a guardare Mehemet Ali d'Egitto che nel mentre deteneva il territorio ottomano in Siria. Nel 1839, un anno dopo la firma del Trattato di Balta Liman, l'Impero Ottomano dichiarò guerra all'Egitto. Il 29 giugno 1839 Ibrahim Pasha, figlio di Mehemet Ali, sconfisse l'esercito ottomano nella battaglia di Nezib. Questa schiacciante sconfitta offrì a Mehmet Ali Pasha l'opportunità di prendere potenzialmente il controllo di Costantinopoli e essenzialmente dell'intero Impero Ottomano. Poco dopo la sconfitta, Mahmud morì lasciando al potere il suo erede sedicenne Abdülmecid. La Gran Bretagna, la Russia e l'Austria avevano tutte un coinvolgimento considerevole nell'Impero ottomano, e così vennero rapidamente in aiuto del giovane Sultano, che portò alla Convenzione di Londra del 1840.

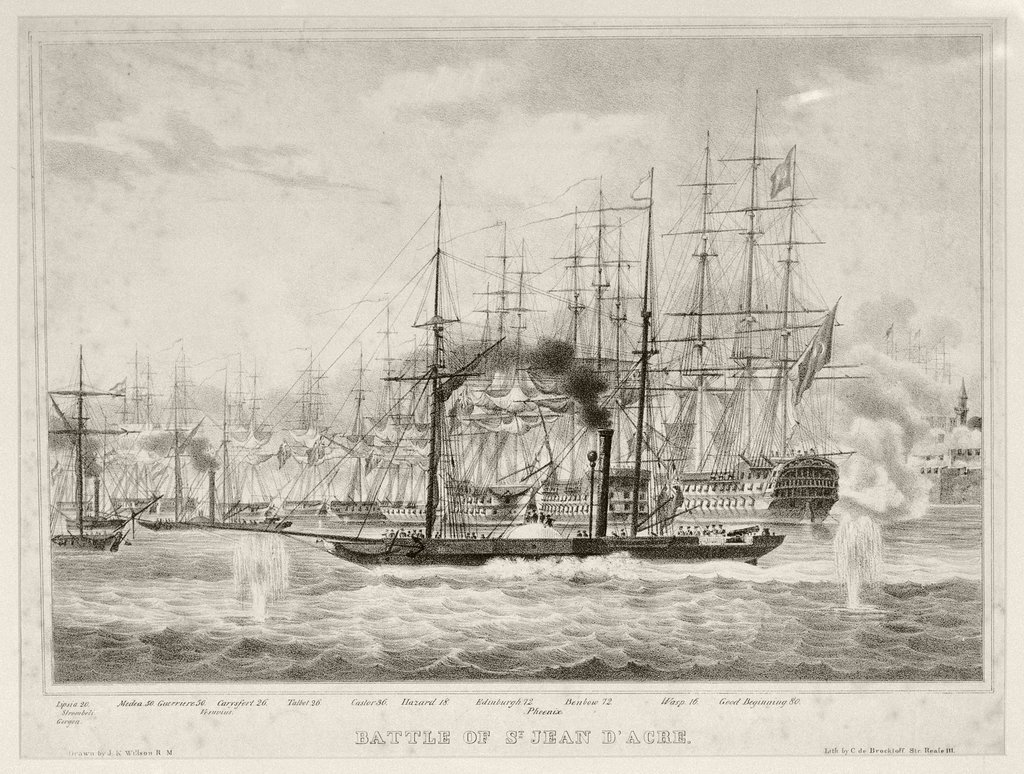
HMS Phoenix nel bombardamento di Acri, 1840

### Conseguenze economiche
Non ci sono record commerciali ufficiali per l'Impero Ottomano prima dell'anno 1878, anche se è chiaro che la quantità di importazioni ed esportazioni è aumentata poco dopo il Trattato di Balta Liman. Sebbene il trattato aumentasse innegabilmente il commercio, le importazioni nel paese aumentarono in modo esponenziale più delle esportazioni, e ciò paralizzò l'industria ottomana. Un rapporto ottomano del 1866 affermava che il numero di telai tessili a Istanbul e Uskar era sceso da 2.730 a solo 23. Allo stesso modo i telai in broccato erano passati dai precedenti 350 a soli quattro, e quelli in cotone da 40.000 a soli 5.000 ad Aleppo. Il rapido afflusso di tessuti britannici a buon mercato insieme all'assenza di politica protezionistica avrebbe reso l'avvio dell'industrializzazione un compito quasi impossibile per l'Impero Ottomano dopo il Trattato di Balta Liman.